# ジョージ・ヘイ (第8代キノール伯爵)
第8代キノール伯爵ジョージ・ヘンリー・ヘイ（英語: George Henry Hay, 8th Earl of Kinnoull FRS、1689年6月23日 – 1758年7月29日）は、スコットランド王国出身でイギリスの貴族、政治家、外交官。1709年よりダプリン子爵の儀礼称号を使用、1711年末にヘイ男爵に叙されたが、以降も1719年までダプリン子爵の儀礼称号を使用した。

## 生涯
第7代キノール伯爵トマス・ヘイとエリザベス・ドラモンド（Elizabeth Drummond、1696年3月21日没、初代ストラサラン子爵ウィリアム・ドラモンドの娘）の息子として生まれた。
1708年よりロバート・ハーレー（後の初代オックスフォード＝モーティマー伯爵）の派閥に入り、翌年にハーレーの娘と結婚した後、1709年10月19日にヘレフォードシャーを発ち、21日にはダプリン城に到着した。初代ロクスバラ公爵ジョン・カーは初代モントローズ公爵ジェームズ・グラハムへの手紙でこの結婚について「私たちが出来る、話せるどんなことよりも役に立った」（has done more than anything we could have done or said ourselves）と述べており、『英国上院史』ではこの結婚によりハーレーとスコットランドのトーリー党員の連絡が改善し、ハーレーと第23代マー伯爵ジョン・アースキン（ダプリン子爵の姉妹マーガレットと結婚していた）の関係も改善する結果となったとしている。1710年イギリス総選挙でフォイ選挙区から出馬して当選した。ハーレーの派閥の1人としては1711年5月にハーレーの伯爵叙爵を祝い、1711年8月にはハーレーの右腕としての働きへの褒賞として財務省出納官の官職を与えられた。1711年11月にスコットランドの貴族をロンドンに召集する役割を果たしたが、父からは時間の猶予がなさすぎる（12月7日までにロンドンに到着するという要求に対し、ダプリン子爵の手紙が父に届くのは11月26日のことだった）と言われたという。結局、12月7日に貴族院が開会したとき、スコットランド貴族代表議員16人のうち出席できたのは5人だけだった。
貴族院における多数を確保すべく、ハーレーが12人の叙爵を決定すると（結果的にはスコットランド貴族代表議員への依存を減らすことになったという）、ダプリン子爵は1711年12月31日にグレートブリテン貴族であるヘレフォードシャーのペッドウォーディンのヘイ男爵（Baron Hay of Pedwardine）に叙され、1712年1月2日にはじめて貴族院に登院した。しかし、ハーレーが予想した通り、ハノーヴァー朝による王位継承（1714年8月）がなされるとダプリン子爵は同年10月に財務省出納官の官職を停止され、12月に正式に解任された。11月にはダプリン子爵夫婦がロンドンを離れる予定であると言われたが、少なくとも1715年7月までに実現せず、1715年9月21日にはダプリン子爵自身が1715年ジャコバイト蜂起を支持したとしてロンドン塔に投獄された。ダプリン子爵は無実を主張、政府がその主張を崩せなかったため、ダプリン子爵は1717年6月24日に保釈された。
1712年3月20日、王立協会フェローに選出された。
1719年1月に父が死去すると、キノール伯爵の爵位を継承した。
1729年から1734年までオスマン帝国駐在イギリス大使を務めたが、初代ハリントン伯爵ウィリアム・スタンホープからホレス・ウォルポール宛ての手紙（1735年7月付）によると、ジョージ2世は大使としてのキノール伯爵に低い評価を下したという。
1758年7月29日にアッシュフォードで死去、息子トマスが爵位を継承した。

## 家族
1709年9月1日頃、アビゲイル・ハーレー（Abigail Harley、1750年7月16日、初代オックスフォード＝モーティマー伯爵ロバート・ハーレーの娘）と結婚、4男6女をもうけた。
- トマス（1710年 – 1787年） - 第9代キノール伯爵
- ロバート（英語版）（1711年 – 1776年） - 1748年1月31日、ヘンリエッタ・オリオール（Henrietta Auriol、1763年4月22日没、ピーター・オリオールの娘）と結婚、子供あり。第10代キノール伯爵ロバート・オリオール・ヘイ＝ドラモンドの父
- マーガレット - 生涯未婚
- エリザベス（1791年9月15日没） - 生涯未婚
- アン - 生涯未婚
- アビゲイル（1716年頃 – 1785年7月7日） - 生涯未婚
- ヘンリエッタ（1717年頃 – 1798年10月9日） - 1754年7月30日、ロバート・ローパー（Robert Roper）と結婚、子供なし
- ジョン（1719年 – 1751年6月30日） - 聖職者
- エドワード（1722年 – 1779年） - バルバドス総督（英語版）
- メアリー（1723年頃 – 1805年8月26日） - 1758年8月5日、ジョン・ヒューム（英語版）（1706年頃 – 1782年）と結婚